# Aspidura brachyorrhos
Aspidura brachyorrhos är en ormart som beskrevs av Boie 1827. Aspidura brachyorrhos ingår i släktet Aspidura och familjen snokar.
Artens utbredningsområde är Sri Lanka. Inga underarter finns listade. Honor lägger ägg.